# Dendrobium cruttwellii
Dendrobium cruttwellii är en orkidéart som beskrevs av Thomas M. Reeve. Dendrobium cruttwellii ingår i släktet Dendrobium, och familjen orkidéer. Inga underarter finns listade i Catalogue of Life.